# Holsted Å
Holsted Å udspringer i Vejen Mose, hvorfra den løber forbi Brørup, Holsted, Gørding og Bramming videre ud i Sneum Å og ender i Vadehavet. Åen er ureguleret, dvs. at den ikke er blevet rettet ud, men har sit naturlige, snoede forløb. Åen har meget fint fiskevand, med en god bestand af ørreder. Åen kan blive et levested for den sjældne laksefisk Snæblen, hvis der kan skabes fri passage hele vejen ud til havet. Holsted Å er en del af Natura 2000-område nr. 90 Sneum Å og Holsted Å 
Det oprindelige navn var Gyring (Gyria), afledt af gldo (sump, morads). Gørding er opkald efter dette, dvs. Gørding betyder stedet ved åen Gyria